# Universitat Estatal de Califòrnia
La Califòrnia State University (CSU) és un una universitat pública de l'estat de Califòrnia als Estats Units basat en un sistemes d'educació superior pública conjuntament amb la University of California i el California Community College. Pertany al The Trustees of the California State University i la seva seu central es troba al centre de la ciutat de Long Beach pròxima a Los Angeles.
La CSU està formada per 23 campus i compta amb més de 400.000 estudiants amb el suport de prop de 44.000 membres de la comunitat docent i d'administració. En aquest sentit és la universitat amb major volum de tots els Estats Units.
La CSU prepara al voltant del 60% dels mestres que imparteixen educació primària i secundària a l'estat de Califòrnia, el 40% dels graduats d'enginyeria, i més graduats en administració d'empreses, agricultura, comunicacions, salut, educació i gestió de l'administració pública que sumant totes les altres universitats i colleges de Califòrnia. En total, aproximadament, la meitat dels graus i un terç dels mestratges atorgats anualment a Califòrnia són de la CSU. Des de 1961 gairebé 2,5 milions d'alumnes han rebut un títol de llicenciatura, mestratge o doctorat en aquesta universitat. L'any 2011 es calcula que la CSU oferia més de 1.800 programes de grau en unes 240 àrees temàtiques.

## Història
La CSU és la descendent directa de la California State Normal School (actualment anomenada San Jose State University), establerta per l'Assemblea Legislativa de l'estat de Califòrnia el 2 de maig de 1862. La California State Normal School al seu torn deriva d'altres universitats i colleges com la San Francisco's Minns Evening Normal School, o la Southern Branch of the University of California entre d'altres. El 1921, la universitat va adquir el nom de California State Normal School, afegint la paraula state (estat). Fou en aquest moment que la majoria dels campus va començar a ser identificats pels seus noms de les ciutats més la paraula estat (per exemple, San José state, San Diego state, San Francisco state).

## Òrgans de govern
L'estructura de govern de la Universitat de l'estat de Califòrnia és en gran manera determinat per llei federal. La Universitat de l'estat de Califòrnia és administrada per 25 membres d'un patronat anomenat Board of Trustees of the California State University, el qual nomena el rector, el director executiu, i els presidents de cada campus, que són els directors generals dels respectius. Existeix un Senat Acadèmic de la Universitat de l'estat de Califòrnia, format per representants elegits dels professors de cada college, que aconsella la política acadèmica Board of Trustees of the California State University a través d'una la cancellera.

### Board of Trustees of the California State University

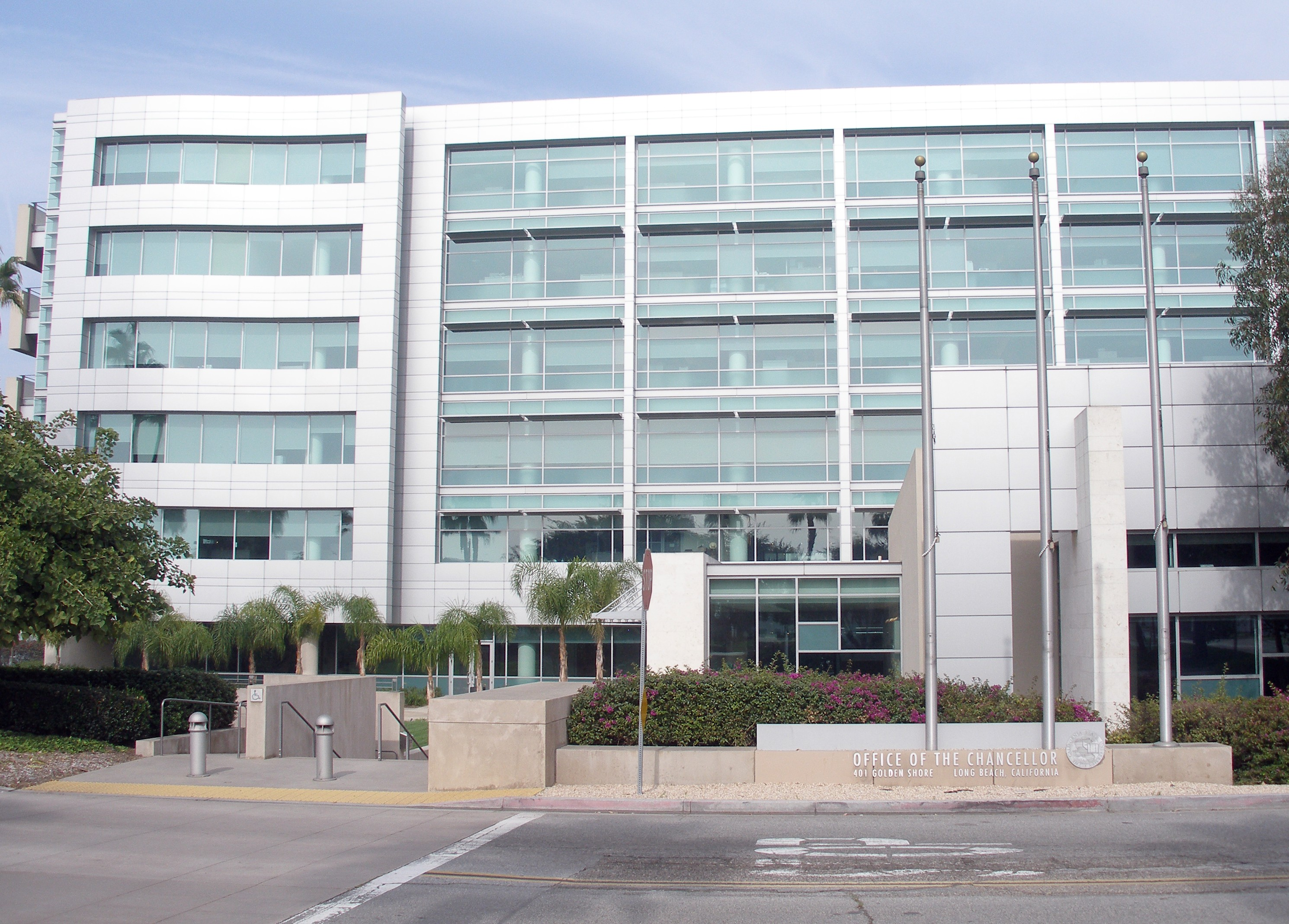
L'oficina del Canciller de la CSU a Long Beach

La Universitat de l'estat de Califòrnia és administrada per 25 membres del Consell d'Administració Board of Trustees of the California State University (BOT). Aquest es compon de:
- 16 membres que són nomenats pel Governador de Califòrnia, amb el consentiment del Senat
- dos estudiants de la Universitat de l'estat de Califòrnia nomenats pel Governador
- un professor titular designat pel Governador seleccionats d'una llista de noms proporcionada pel Senat Acadèmic
- un representant de les associacions d'alumnes de la universitat seleccionats per un període de dos anys pel consell d'ex-alumnes.
- Cinc membres ex officio:
  - El Governador
  - El Tinent de Governador
  - El President de l'Assemblea
  - El Superintendent Estatal d'Instrucció Pública
  - El Canceller de la CSU

### Cancelleria
La plaça del Canceller es nomena per llei, i es defineixen les competències per les resolucions del BOT. La delegació de l'autoritat del BOT en la cancelleria de la universitat prové d'un decret del govern californià titulat Declaració de Principis Generals de la Delegació d'Autoritat i Responsabilitat del 4 d'agost de 1961, i en l'actualitat està controlat pel reglament del BOT. El Canceller és el director executiu, i tots els presidents dels respectius campus informen directament a la cancelleria. Fins a l'actualitat els cancellers de la CSU han estat:
- Buell Gallagher (1961-1962)
- Glenn S. Dumke (1962-1982)
- W. Ann Reynolds (1982-1990)
- Ellis E. McCune (1990-1991)
- Barry Munitz (1991-1998)
- Charles B. Reed (1998-actualitat)

## Campus

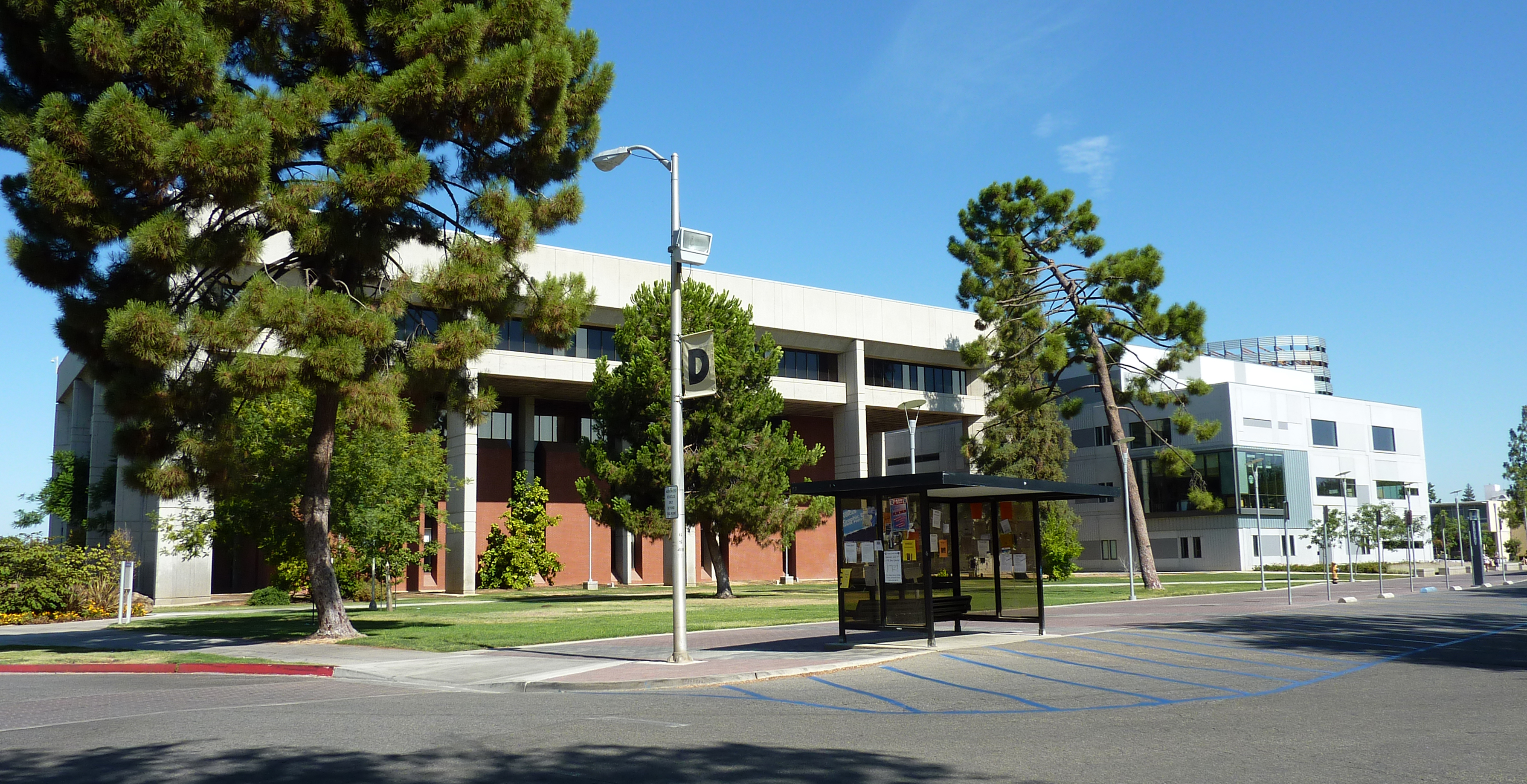
La Biblioteca del Campus de Fresno

La Universitat de l'Estat de Califòrnia es compon de diferents campus repartits geogràficament per tot el territori californià:
- California State University, Bakersfield
  - Antelope Valley, Lancaster (Califòrnia)
- California State University, Chico
  - Redding (afiliat al Shasta College)
- California State University, Fullerton (Califòrnia)
  - Irvine (Califòrnia)
  - Garden Grove
- California State University, East Bay
  - Concord (Califòrnia)
  - Oakland (Professional & Conference Center)
- California State University, Fresno
  - Lancaster (Califòrnia)
- California State University, San Bernardino
  - Palm Desert
- California State University, San Marcos
  - Southwest Riverside County
- San Diego State University
  - Brawley i Calexico
- San Francisco State University
  - Cañada College (a Redwood City)
  - Downtown Center (San Francisco)
- California State University, Stanislaus
  - Stockton[4]
- Sonoma State University
  - Ukiah (Califòrnia)

## Professors i alumnes destacats
- Paula Abdul (Cantant).
- Rafer Alston (Jugador de basket de la NBA).
- Bill S. Ballinger (Escriptor de novel·la negra).
- Leslie Bassett (Compositor).
- Laura Berg (Jugadora de futbol, campiona olímpica a Atenes 2004).
- David Carr (Jugador de Fútbol Americà).
- Trent Dilfer (Jugador de fútbol americà, guanyador de la superbowl l'any 2001).
- Sam Doumit (Actriu).
- Paul George (Jugador de basket de la NBA).
- Randy Holcomb (Jugador de basket).
- Quinton Hosley (Jugador de basket).
- Rick Husband (Astronauta).
- Eric McAfee (cofundador de l'empresa McFaee).
- Sam Peckinpah (Director de cinema).
- Lucía Sainz i Pelegrí (Jugadora de pàdel catalana).
- Domingos Simões Pereira (Polític de Guinea-Bissau).